# Aeropuerto de Pamplona
El Aeropuerto de Pamplona (en euskera: Iruñeko aireportua) es un aeropuerto español de Aena que se encuentra a 6 kilómetros de la ciudad de Pamplona, capital de Navarra, dentro de los términos concejiles de Noáin y Esquíroz, pertenecientes al valle de Elorz y la cendea de Galar, respectivamente. Es un aeropuerto público propiedad de la sociedad Aena. En su mejor año, 2007, registró un total de 500 097 pasajeros. En los primeros 24 años del siglo XXI ha registrado una media anual de aproximadamente 250 150 pasajeros, siendo más elevada la media en los años 2000 (364 785 pasajeros) que en los 2010 (193 345). En los años 2020, comenzó con un desplome de pasajeros ocasionado por la pandemia de COVID-19 en España. Una vez terminado el 2020, el aeropuerto crece cada año en número de pasajeros.

## Historia

#### Antecedentes
La actual zona del aeropuerto de Pamplona era un aeródromo utilizado esporádicamente por las fuerzas sublevadas en la guerra civil española. Tras la cual fue abandonado.

#### Inicios
En 1965, se constituye el Real Aeroclub de Navarra. Tres años más tarde se aprueba la construcción de una pista de 500 m (metros) en la antigua zona del aeródromo. En 1969 una avioneta del RAN estrenaría la nueva pista de aterrizaje, que finalmente constaría de 1 000 m por 45 m de ancho. Dos años más tarde la pista se volvería a ampliar, en esta ocasión hasta los 1 750 m.
El 5 de julio de 1972, el pequeño aeropuerto se abre al tráfico de pasajeros categorizándose como un aeropuerto de tercera categoría después de un viaje inaugural que conectó el aeropuerto de Barajas con la capital navarra gracias a un Fokker F27-100 de Aviaco. Durante las décadas de 1970 y 1980 se añadirán nuevos instrumentos de aeronavegación a la terminal y esta se irá ampliando para ofrecer servicios a pasajeros.
Hacia finales de los años 1980, la terminal de Pamplona supera los 100.000 viajeros, lo que cimienta el argumento de remodelar la obsoleta terminal de viaje y construir una más moderna que permita albergar mayor capacidad de aeronaves y pasajeros.
A comienzos de la década de 1990 se comienza la demolición del edificio para construir una nueva terminal y una pista de mayor superficie. Durante las obras, la antigua Ermita de Santa Elena de Esquiroz fue trasladada por razones de seguridad para el futuro tráfico que habría en la zona de aeronaves y vehículos. El 11 de noviembre de 1992 se inaugura el nuevo edificio.
Aprovechando el tirón del nuevo edificio y el mantenimiento del número de pasajeros, se inaugurará la empresa Líneas Aéreas Navarras (LAN) que en sus dos primeros años ayudará a aumentar un poco más el tráfico aéreo del aeropuerto con sus conexiones a Madrid, Barcelona, Santiago de Compostela y Valencia. Desafortunadamente la compañía dejaría de operar poco tiempo después, en 1997.

#### Ampliación
En 2005, AENA comienza una importante inversión para ampliar y modernizar las prestaciones del aeropuerto, que estimaba que concluirián en 2010 tras un periodo en el que estimaba una inversión de más de 70 000 000 €, con los cuales se ampliaría la terminal para darle una capacidad de 1 100 000 pasajeros al año, el doble de los pasajeros registrados en el mejor año del aeropuerto.
Finalmente, las obras de ampliación se anunciaron para 2007, aunque no empezarían hasta 2008 con un presupuesto inicial de 28 000 000 €. Las obras sí finalizarían en 2010 con un sobrecoste del 19,34 %, dejando la inversión en 33 340 000 €, Un poco menos de la mitad de lo aunciado inicialmente antes de la crisis de 2008.

#### Estudio de nuevas rutas[9]
El Gobierno de Navarra, presentó el 5 de octubre de 2016 el estudio sobre demanda potencial de pasajeros e impacto económico de nuevas rutas aéreas en el aeropuerto de Pamplona-Noáin.
En dicho estudio se constataba la demanda suficiente para la implantación de nuevas rutas a los aeropuertos de París-Charles de Gaulle, Fráncfort y Ámsterdam-Schiphol, y que estas fuesen económicamente viables. Según el estudio la demanda existente permitiría una ruta con dos vuelos de ida y vuelta al día todos los días de la semana y que el avión pernoctase en Pamplona. El estudio estimó que entre 160.000 y 200.000 pasajeros utilizarían la ruta cada año. Además de estas conexiones con Europa, también consideraba viable la ruta aérea con Aeropuerto Josep Tarradellas Barcelona-El Prat, aunque con una demanda menor que en el pasado.

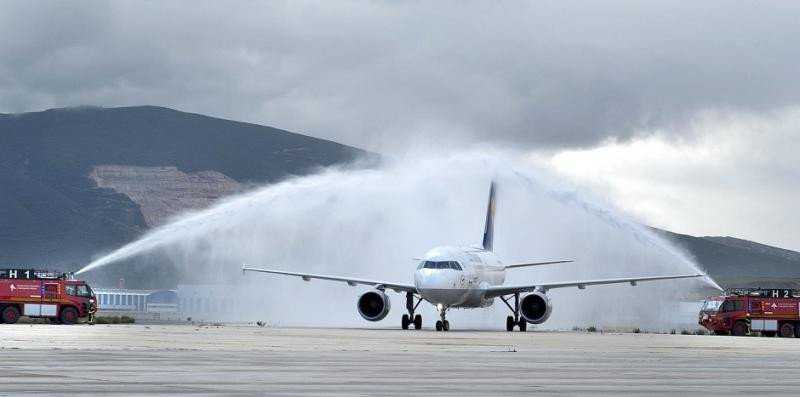
Momento de la llegada del primer Airbus A319 de Lufthansa para el vuelo LH 1118 el 6 de noviembre de 2017.

Por ello, el Gobierno de Navarra sé puso en contactos con las compañías que operan en estos aeropuertos (Lufthansa, Air France-KLM y Air Nostrum), y fruto de ello se estableció en noviembre de 2017 la conexión aérea Pamplona-Fráncfort.
Durante la pandemia de COVID-19 iniciada en 2020 y las medidas de contención para frenar su expansión que se impusieron en España, el aeropuerto de Pamplona-Noáin inició una serie de medidas higiénico-sanitarias que le sirvieron para obtener tanto en 2021 como en 2022 el galardón a «Mejores Medidas de Higiene» frente a la COVID por parte del Consejo Internacional de Aeropuertos (ACI), galardón que comparte con otros cinco aeropuertos españoles.
El 5 de septiembre de 2022 el aeropuerto de Pamplona recuperó la conexión aérea con el aeropuerto de Barcelona que no se explotaba de manera continua desde 2012. Sin embargo, el pasado 1 de marzo de 2023, Air Nostrum dejó de operar dicha ruta. De momento, sin una previsión futura de su reanudación.

## Infraestructuras
El aeropuerto de Pamplona puso en funcionamiento en noviembre de 2010 una serie de nuevas infraestructuras que duplicaron la capacidad del aeropuerto. El nuevo edificio Terminal y la Nueva Torre de Control fueron diseñados por Arquitectos Ayala, fruto del primer premio en un Concurso Internacional. 

### Terminales

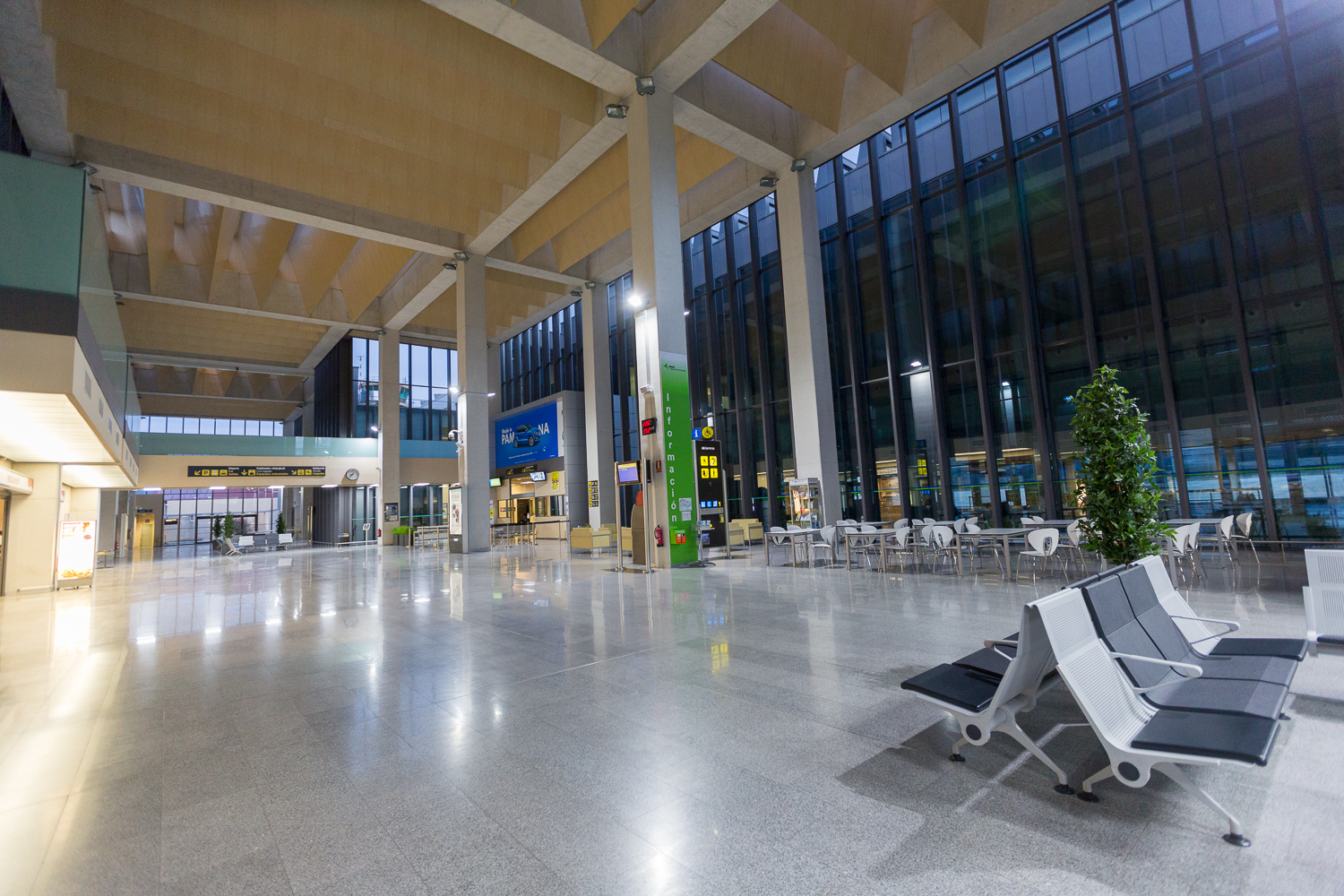
Interior de la terminal nueva.

#### Terminal nueva
El actual edificio de la terminal de pasajeros, inaugurada en 2010, posee una  superficie de 12 400 m² (metros cuadrados), dotado de nueve mostradores de facturación más uno para equipajes especiales, dos filtros de seguridad, tres puertas de embarque y dos cintas de recogida de equipaje más otra para equipajes especiales. Estas nuevas dotaciones permiten atender hasta 1 100 000 pasajeros al año con los más altos niveles de seguridad y calidad.

#### Terminal antigua
La antigua terminal de pasajeros, la cual no se ha derribado y se mantiene en bastantes buenas condiciones, ha sido utilizada para grabar algunas películas y series de televisión. Algunos ejemplos de esto han sido la grabación en 2016 de algunas escenas de la película hispano-mexicana Operación Concha del director Antonio Cuadri, el rodaje en 2018 de algunas escenas de la película Thi Mai, rumbo a Vietnam de Patricia Ferreira, y la grabación en 2019 de Explota Explota de Nacho Álvarez.

### Otras instalaciones

#### Pista
El aeropuerto consta de una pista de asfalto (pista 15/33) de 2407 m (metros) de longitud, como consecuencia de la ampliación del campo de vuelo en 200 m efectuada en mayo de 2010. Esta ampliación permite despegar con aviones reactores, tipo Boeing 737, a plena carga y en condiciones desfavorables de temperatura y humedad. De este modo, pueden operar aeronaves de mayor envergadura, lo que facilita la apertura de nuevas rutas a destinos más lejanos desde el aeropuerto de Pamplona. 
Asimismo, la plataforma de estacionamiento de aeronaves también se ha ampliado, y ahora cuenta con tres puestos de estacionamiento para aviones grandes del tipo A-320 y cinco para aviación regional.También se ha llevado a cabo la reposición de las franjas y áreas de seguridad del extremo de las pistas y el vallado perimetral, y se construyó una plataforma de viraje en pista para aeronaves tipo Boeing 757 200 y MD-88, manteniéndose en servicio la actual. 

#### Torre de control
Con la mejora de las instalaciones del aeropuerto de Pamplona también se construyó una nueva torre de control de 1500 m² (metros cuadrados) y 20 m (metros) de altura dotada con la tecnología más avanzada para garantizar los máximos niveles de seguridad.

#### Aparcamiento
En el exterior de la terminal de pasajeros se encuentra un aparcamiento en superficie para vehículos de 657 plazas. En 2010, el aparcamiento fue ampliado sumándole 118 plaza nuevas a las 539 plazas existentes anteriormente, sumando el total actual.

### Servicios
La instalación cuenta con los siguientes servicios:
| - Cafetería. - Máquina plastificadora de maletas. - 2 puntos de encuentro de Personas con Movilidad Reducida (PMR). - Máquinas expendedoras de bebidas, cafés y snacks. - Alquiler de coches. - Salas de lactancia y zona de juego para niños. | - Tienda de perfumes y bebidas alcohólicas. - Desfibriladores. - Zona de trabajo. - Teléfono público. |

## Conexiones
Para llegar al aeropuerto de Pamplona se pueden usar distintos métodos tanto para llegar de manera directa a él o hacerlo a la localidad de Noáin, desde cuyo centro el aeropuerto se encuentra a 800 m (metros).
Autobús
Actualmente no hay ninguna línea de autobús directa al aeropuerto, aunque la línea 16, que une Pamplona con Noáin, tiene una parada a 800 m (metros) de distancia. Anteriormente, desde noviembre de 2017 hasta agosto de 2019, la línea A del Transporte Urbano Comarcal de Pamplona unía el aeropuerto con la estación de autobuses y la estación de tren, la cual fue reemplazada por un servicio de taxi. Actualmente no existe acceso peatonal directo al aeropuerto.
Carretera
El aeropuerto cuenta con parada del servicio de taxi local el cual tiene un suplemento de 2,55 € a la carrera. Además, desde el 1 de agosto de 2019 cuenta con un servicio especial a demanda subvencionado por el Gobierno de Navarra con origen o destino el Paseo de Sarasate en el centro de Pamplona, por 0,70 € por persona, que sustituye a la línea A de autobuses. Desde su implementación en agosto de 2019 hasta comienzos de 2024 realizó 3324 servicios, desplazado a 5795 personas, unos datos bastante más moderados que los 34 299 viajes que desplazó la línea A en 2018. En 2025, el importe del servicio es de 0,85 €.
El aeropuerto se encuentra cerca de la Ronda Oeste de Pamplona de la Autopista de Navarra (A-15), de la Autovía de los Pirineos (A-21), de la Ronda Este de Pamplona (PA-30) y del Acceso Sur a Pamplona (PA-31). Mediante esta última, el aeropuerto está conectado con el centro de la ciudad en apenas 10 minutos. Cuenta con un aparcamiento de 657 plazas en el exterior de la terminal de pasajeros. No hay acceso peatonal, ni vereda o acera para peatones desde la parada de autobús más cercana.

## Aeronavegación
El aeropuerto de Pamplona cuenta con una torre de control, que gestiona la dependencia de Pamplona TWR en 118.200 (MHz) (facultativamente se puede abrir también Pamplona GMC, en 121.700). Esta torre de control está equipada con un radiogoniómetro o VDF como ayuda para el control. Generalmente, Pamplona TWR se ocupa de todo el control de las aeronaves desde que le son transferidas por Madrid Control: aproximación, aterrizaje, rodadura, autorizaciones...
El aeropuerto cuenta con dos pistas, bajo la denominación 15/33.
- La pista 15 tiene unas distancias declaradas (m) de: TORA:2205, TODA:2285, ASDA:2485, LDA:2405
- La pista 33 tiene unas distancias declaradas (m) de: TORA:2405, TODA:2505, ASDA:2405, LDA:1905 (tiene un umbral desplazado 500 m)

El aeropuerto está certificado para operaciones en IFR y VFR. Para las operaciones instrumentales cuenta con los VOR-DME de PAP y PPN (este es tipo DVOR), así como el NDB PAM y dos localizadores: PP y NO. Así mismo, se pueden realizar aproximaciones a la pista 15 en condiciones de baja visibilidad, por estar equipada con un ILS CAT-I (IPN).
Así mismo, dada su intrincada ubicación geográfica, es requerida una habilitación especial por parte del piloto al mando (PF) para poder aterrizar en este aeropuerto. Dicha habilitación consiste en la realización previa de la aproximación instrumental en condiciones visuales, como PNF (literalmente, piloto-que-no-vuela) en otro vuelo, o en un simulador aprobado.

## Aeronaves

### Aeronaves utilizadas habitualmente por cada aerolínea
Air Nostrum: Bombardier CRJ200/CRJ-1000

 Binter Canarias: Embraer E-195-E2

 Lufthansa: Airbus A319

## Aerolíneas y destinos

### Novedades en Destinos, Operadores y Operaciones Especiales
| Aeropuerto de destino        | Aerolínea | Tipo de novedad  | Fecha              | Modelo de aeronave | Observaciones               |
| ---------------------------- | --------- | ---------------- | ------------------ | ------------------ | --------------------------- |
| Aeropuerto de Tenerife Norte | Binter    | Nueva frecuencia | 3 de julio de 2025 | Embraer 195-E2     | Nueva frecuencia los jueves |

Última actualización: 11/04/2025

### Destinos nacionales
Leyendas: El punto rojo corresponde al Aeropuerto de Pamplona, los verdes a los destinos regulares, azules a estacionales, violetas a nuevos y  naranjas a  suspendidos temporalmente.
| Ciudades            | Nombre del aeropuerto                            | Aerolíneas               | Frecuencias   |
| ------------------- | ------------------------------------------------ | ------------------------ | ------------- |
| Islas Baleares      |                                                  |                          |               |
| Ibiza               | Aeropuerto de Ibiza                              | Air Nostrum (estacional) | L M X J V S D |
| Menorca             | Aeropuerto de Menorca                            | Air Nostrum (estacional) | L M X J V S D |
| Palma de Mallorca   | Aeropuerto de Palma de Mallorca-Son San Joan     | Air Nostrum (estacional) | L M X J V S D |
| Islas Canarias      |                                                  |                          |               |
| Gran Canaria        | Aeropuerto de Gran Canaria                       | Binter                   | L M X J V S D |
| Tenerife            | Aeropuerto de Tenerife Norte-Ciudad de La Laguna | Binter                   | L M X J V S D |
| Comunidad de Madrid |                                                  |                          |               |
| Madrid              | Aeropuerto Adolfo Suárez Madrid-Barajas          | Air Nostrum              | L M X J V S D |

### Destinos internacionales
Leyendas: El punto rojo corresponde al Aeropuerto de Pamplona, los verdes a los destinos regulares, los azules a los destinos estacionales, los violetas a nuevos destinos y los naranjas a los destinos suspendidos temporalmente.
| Ciudades  | Nombre del aeropuerto            | Aerolíneas | Frecuencias |
| --------- | -------------------------------- | ---------- | ----------- |
| Fráncfort | Aeropuerto de Fráncfort del Meno | Lufthansa  | suspendido  |

### Aerolíneas operadoras
| Aerolínea       | Tipo                   | Conexión                     | Inauguración/cierre        | Inauguración/cierre                           |
| Activas         | Activas                | Activas                      | Activas                    | Activas                                       |
| --------------- | ---------------------- | ---------------------------- | -------------------------- | --------------------------------------------- |
| Iberia          | Nacional               | Madrid (MAD)                 | c. 11 de noviembre de 1992 | c. 11 de noviembre de 1992                    |
| Binter Canarias | Nacional               | Las Palmas (LPA)             | 27 de octubre de 2019      | 27 de octubre de 2019                         |
| Binter Canarias | Nacional               | Tenerife (TFN)               | 1 de abril de 2025         | 1 de abril de 2025                            |
| Air Nostrum     | Nacional               | Palma de Mallorca (PMI)      | 23 de julio de 2022        | 4 de septiembre de 2022                       |
| Air Nostrum     | Nacional               | Ibiza (IBZ)                  | 24 de julio de 2022        | 4 de septiembre de 2022                       |
| Air Nostrum     | Nacional               | Menorca (MAH)                | 23 de julio de 2022        | 3 de septiembre de 2022                       |
| No activas      |                        |                              |                            |                                               |
| Air Nostrum     | Nacional               | Barcelona (BCN)              | 5 de septiembre de 2022    | 1 de marzo de 2023                            |
| Lufthansa       | Internacional          | Fráncfort (FRA)              | 3 de noviembre de 2017     | 29 de marzo de 2020 (suspendido por Covid-19) |
| Vueling         | Nacional               | Barcelona (BCN)              | 22 de marzo de 2013        | 30 de septiembre de 2013                      |
| Orbest Orizonia | Nacional (solo verano) | Lanzarote (TFN)              | Verano de 2011             | Febrero de 2013                               |
| Spanair         | Nacional               | Madrid (MAD)                 | 25 de marzo de 2007        | 28 de enero de 2012                           |
| Portugália      | Internacional          | Lisboa (LIS)                 | Marzo de 2005              | 15 de septiembre de 2011                      |
| LAN             | Nacional               | Madrid (MAD)                 | 1994                       | 1997                                          |
| LAN             | Nacional               | Barcelona (BCN)              | 1994                       | 1997                                          |
| LAN             | Nacional               | Santiago de Compostela (SCQ) | 1994                       | 1997                                          |
| LAN             | Nacional               | Valencia (VLC)               | 1994                       | 1997                                          |

## Estadísticas

### Pasajeros (2004-2024)
| Año  | N.º de pasajeros | Dif.Anterior | Operaciones | Dif.Anterior | Mercancía (kg) | Diferencia | Ref.                 |
| ---- | ---------------- | ------------ | ----------- | ------------ | -------------- | ---------- | -------------------- |
| 2004 | 321.418          | 2,8 %        | 10.361      | 6,3 %        | 119.427        | −35,9 %    | [ 21 ]               |
| 2005 | 342.614          | 6,6 %        | 10.482      | 1,2 %        | 138.754        | 16,2 %     | [ 22 ]               |
| 2006 | 375.308          | 9,5 %        | 11.419      | 8,9 %        | 59.21          | −57,3 %    | [ 23 ]               |
| 2007 | 500.097          | 33,2 %       | 13.442      | 17,7 %       | 47.455         | −19,9 %    | [ 24 ] [ 25 ]        |
| 2008 | 434.477          | −13,1 %      | 12.971      | −3,5 %       | 52.942         | 11,6 %     | [ 26 ] [ 27 ]        |
| 2009 | 335.612          | −22,8 %      | 11.690      | −9,9 %       | 44.578         | −15,8 %    | [ 28 ] [ 27 ]        |
| 2010 | 291.553          | −13,1 %      | 10.456      | −10,6 %      | 42.548         | −4,6 %     | [ 29 ] [ 27 ]        |
| 2011 | 238.511          | −18,2 %      | 9.604       | −8,1 %       | 34.162         | −19,7 %    | [ 30 ] [ 27 ]        |
| 2012 | 190.329          | −20,2 %      | 7.523       | −21,7 %      | 12.061         | −64,7 %    | [ 31 ] [ 32 ]        |
| 2013 | 159.090          | −16,4 %      | 5.843       | −22,3 %      | 2.822          | −76,6 %    | [ 33 ] [ 32 ]        |
| 2014 | 138.312          | −13,1 %      | 5.459       | −6,6 %       | 8.277          | 193,3 %    | [ 34 ] [ 25 ]        |
| 2015 | 148.561          | 7,4 %        | 5.702       | 4,5 %        | 4.279          | −48,3 %    | [ 35 ] [ 36 ]        |
| 2016 | 153.469          | 3,3 %        | 5.372       | −5,8 %       | 2006           | −53,1 %    | [ 37 ] [ 38 ]        |
| 2017 | 165.604          | 7,9 %        | 5.683       | 5,8 %        | 7.293          | 263,6 %    | [ 39 ] [ 40 ]        |
| 2018 | 205.503          | 24,1 %       | 6.422       | 13,1 %       | 29.302         | 301,8 %    | [ 41 ] [ 42 ]        |
| 2019 | 242.520          | 18,0 %       | 6.135       | −4,5 %       | 22.170         | −24,3 %    | [ 43 ] [ 44 ] [ 45 ] |
| 2020 | 84.059           | -65,5 %      | 3.538       | -42,3 %      | 44             | -99,8 %    | [ 46 ]               |
| 2021 | 112.534          | 33,9 %       | 5.241       | 48,1 %       | 2.263          | 5.043,2 %  | [ 47 ]               |
| 2022 | 172.543          | 53,3 %       | 5.865       | 11,8 %       | 7.206          | 217,0 %    | [ 48 ]               |
| 2023 | 197.509          | 14,5 %       | 5.352       | 8,8 %        | 268            | 96,3 %     | [ 49 ] [ 50 ]        |
| 2024 | 220.243          | 11,5 %       | 5.835       | 8,9 %        | 1.500          | 459,7 %    | [ 51 ]               |

### Destinos con mayor demanda
| Posición                                                  | 2021       | 2021      | 2022       | 2022      | 2023       | 2023      | 2024       | 2024      |
| Posición                                                  | Aeropuerto | Pasajeros | Aeropuerto | Pasajeros | Aeropuerto | Pasajeros | Aeropuerto | Pasajeros |
| --------------------------------------------------------- | ---------- | --------- | ---------- | --------- | ---------- | --------- | ---------- | --------- |
| 1                                                         | MAD        | 80.469    | MAD        | 122.402   | MAD        | 145.225   | MAD        | 171.621   |
| 2                                                         | LPA        | 16.404    | LPA        | 27.821    | LPA        | 33.467    | LPA        | 35.540    |
| 3                                                         | TFN        | 3.995     | BCN        | 4.762     | PMI        | 2.518     | PRG        | 1.164     |
| 4                                                         | PMI        | 2.118     | PMI        | 2.733     | BCN        | 2.509     | SVQ        | 848       |
| 5                                                         | MAH        | 1.406     | TFN        | 1.712     | SVQ        | 2.338     | XRY        | 694       |
| 6                                                         | IBZ        | 996       | MAH        | 1.024     | IST        | 632       | IST        | 674       |
| 7                                                         | VLC        | 702       | CAI        | 934       | PNA        | 609       | VLC        | 668       |
| 8                                                         | SVQ        | 605       | VLC        | 809       | BUD        | 493       | IBZ        | 614       |
| 9                                                         | BCN        | 503       | LXR        | 762       | LXR        | 493       | BCN        | 569       |
| 10                                                        | KTW        | 361       | PNA        | 747       | LIS        | 489       | PNA        | 518       |
| Fuentes: Diario de Noticias 1, 2; Diario de Navarra; Aena |            |           |            |           |            |           |            |           |

### Gráfica de pasajeros totales 2020-2025
|                                  |
| Actualizado: 26 de marzo de 2025 |

## Polémicas
En opinión de la entonces diputada del Congreso, Uxue Barkos, hay un «monopolio de facto en torno al transporte aéreo en la Comunidad Foral de Navarra» ante el anuncio de la compañía Spanair de dejar de operar en el aeropuerto en la línea Madrid-Pamplona-Madrid. Sin embargo, el mercado aéreo en España se encuentra totalmente liberalizado y cualquier compañía es libre de operar en cualquier momento esta ruta.
Debido a la cancelación de 200 vuelos durante 2007, principalmente por niebla, se interpeló a la ministra de Fomento, Magdalena Álvarez, por parte de los diputados de Nafarroa Bai en el Congreso. Esta prometió que a partir de octubre de 2008, el nuevo sistema de aterrizaje solventaría el problema en un 95 %. Para el año 2011, el aeropuerto dispuso de un sistema ILS CAT I que permite operar instrumentalmente a las aeronaves incluso en condiciones de visibilidad reducida. No obstante, cuando se superan los umbrales de visibilidad de tal categoría se producen desvíos a los aeropuertos de Vitoria o San Sebastián. Este sistema se quiere mejorar con otros de categoría superior que podrían evitar tales inconvenientes.